# Indigofera nummulariifolia
Indigofera nummulariifolia là một loài thực vật có hoa trong họ Đậu. Loài này được (L.) Alston miêu tả khoa học đầu tiên.